# Portuguès de Daman i Diu
El portuguès de Daman i Diu, conegut pels seus parlants com a Língua da Casa (Daman) o Língua dos Velhos (Diu) és un crioll portuguès parlat al territori de Daman i Diu. Abans de l'annexió per l'Índia del territori, el crioll de Daman va passar per una profunda descriollització pel portuguès standard de Goa, un fenomen pel qual els criolls indoportuguesos reconvergiren a la normativa portuguesa.

## Orígens
El crioll de Daman és un descendent del crioll indoportuguès parlat originalment pels norteiros a la costa de Chaul, Baçaim, Bombai, Daman i Diu.
La llengua superstrat és el portuguès. El substrat del crioll de Daman és probable que sigui el konkani. També s'ha suggerit com a possible substrat el gujarati, però això és dubtós, ja que els gujaratis es van traslladar a només la regió després de l'arribada dels portuguesos.

## Indoportuguès de Diu
L'indoportuguès de Diu és parlat a Diu, Índia. Es tracta d'un crioll basat en el portuguès i el gujarati. És un membre de la família dels criolls indoportuguesos, particularment proper a la varietat de Daman. Hi ha una tradició oral considerablement vital en aquest idioma, amb cançons que regularment es canten a Diu, en altres parts de l'Índia i entre les comunitats indoportugueses a l'estranger.
Força parlat en el passat, es va documentar per primera vegada al segle xix per la iniciativa de Hugo Schuchardt. En l'actualitat, la llengua es parla de forma nativa per la majoria dels catòlics locals, que sumen al voltant de 180, però està potencialment en perill d'extinció per la pressió d'altres idiomes com el gujarati, anglès i portuguès estàndard.

## Nombre de parlants
L'herència portuguesa a Daman és més comuna i viva que a Goa i això va ajudar a mantenir la llengua viva. L'idioma és parlat per un nombre estimat de 2.000 damanesos. No obstant això, l'Associació Damanesa Indo-Portuguesa diu que hi ha entre 10.000 i 12.000 parlants de portuguès en el territori de 110.000 habitants. La missa dominical se celebra en portuguès. A més de la lingua da casa s'hi parlen el gujarati i el portuguès.